# Парк Кинского
Парк Ки́нского (чеш. Kinského zahrada) — пейзажный парк в Праге, в районе Смихов. Расположен на юго-западном склоне Петршинского холма, общая площадь — 22 га.
В средневековый период на этом месте были расположены сады и виноградники. В 1798 году землю выкупила Ружена Кински. Её сын, Рудольф Кински, в 1828 году начал строительство на этом месте парка в английском стиле, основная часть работ по которому была завершена в 1831 году. В ходе работ был сформирован сложный рельеф с перепадом высот в 130 м, разбиты дорожки, прорыта штольня для наполнения двух прудов с искусственным водопадом между ними. В том числе была построена вилла Кинских в стиле позднего классицизма. В 1836 году парк был полностью готов. В 1901 году парк был выкуплен муниципальными властями Смихова, и к 1908 году он был отремонтирован и открыт для свободного посещения. В конце марта 2010 года была завершена 15-летняя постепенная реконструкция парка.
Одной из главных достопримечательностей парка является деревянная православная церковь святого Михаила (конец XVII века), привезённая в парк в 1929 году из закарпатского села Медведевцы (ныне Мукачевский район Закарпатской области Украины).